# Іллірійські війни
Іллірійські війни  - три війни (Перша Іллірійська війна 229-228 рр. до н. е. ,  Друга Іллірійська війна 220-219 рр. до н. е. , Третя Іллірійська війна 168 р. до н. е.) між Римською республікою та Іллірією.

## Причини
Приводом до початку воєн  були чисельні грабежі іллірійських піратів, які спричинили за собою масу конфліктів.
Узбережжя Іллірії, з надзвичайно звивистою  береговою лінією, з масою островів, з безліччю зручних бухт, служило чудовою базою для морських розбійників. На своїх легких і швидких суднах вони грабували берега Балканського півострова та Італії, нападали на торгові судна і робили абсолютно неможливим плавання Адріатичним і Іонічним морями.
Це вигідне заняття спричинило об'єднання окремих дрібних племен іллірійського узбережжя в єдину розбійникову  державу. Свого розквіту вона досягла в 30-х роках III ст. за царя Аргона і його вдови  цариці Тевт, яка з 231 р. до н. е.  успадковувала своєму чоловікові в якості опікунки його малолітнього сина. У цей період іллірійська монархія стала страшною загрозою і для греків західного узбережжя Балканського півострова, і безпосередньо для італійської торгівлі. Небезпека з боку іллірійців  була особливо велика ще тому, що вони спиралися на союз з Деметрієм II,  царем Македонії. .

## Перша Іллірійська війна

### Конфлікт з царицею Тевт (Теут)

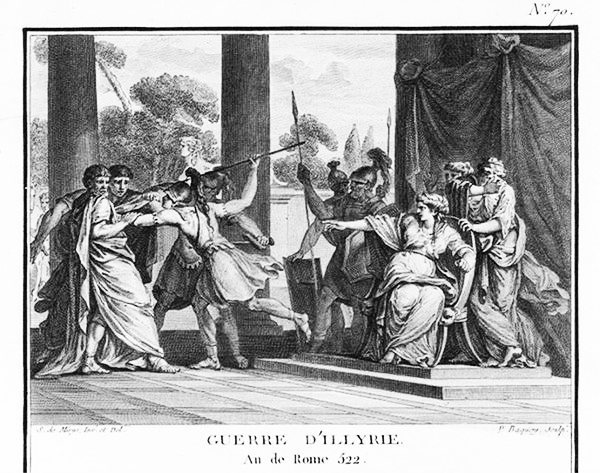
Цариця Тевт наказує своїм охоронцям вбити римських посланців — Августина Мириса

Сенат, дивлячись на ситуацію у Адріатичному і Іонічному морях, змушений був втрутитися і восени 230 р. до н. е. до Тевти
з'явилися два римських посла з вимогою відшкодування збитків римським купцям і гарантій в тому, що грабіж не буде повторюватися в подальшому. Тевт, що знаходилася в зеніті своєї могутності і вважала, що римляни ніколи не втрутяться в східні справи, прийняла послів суворо і гордовито. Вона заявила, що в Іллірії не в звичаях заважати кому-небудь купувати собі видобуток на море. Тоді один з послів вигукнув:

«Ну, так ми постараємося виправити іллірійські звичаї!».
Розлючена Тевт закінчила перемовини, наказавши піратам напасти на римських послів на зворотньому шляху, більше всього отримав той, який дозволив собі сказати зухвалість цариці.
Цей факт унеможливив мирне вирішення питання. Навесні 229 р. до н. е. Тевт знову послала великий флот в грецькі води. Іллірійцями мало не вдалося хитрістю захопити Епідамні.
У цей момент в східних водах з'явився римський флот, що складався з 200 судів, а незабаром біля міста Аполлонії висадилася армія з 22 тис. чоловік. Македонія в цей момент нічим не могла допомогти Тевт, так як Деметрій II помер, залишивши 9-річного сина Філіпа V. В державі виникли внутрішні смути і зовнішні труднощі, які регент Антигон Досон, двоюрідний брат Деметрія, зміг припинити далеко не відразу. Начальник іллірійського гарнізону грек Деметрій Фароський перейшов на бік римлян і здав їм місто. Після цього інші грецькі міста Адріатичного узбережжя (Аполлонія, Дуррес та ін.) також віддалися під захист римлян. Виразили покірність Риму і деякі сусідні варварські міста. Тевт бігла в глиб країни і сховалася в укріпленому містечку. Тому вже восени 229 р. до н. е. один з консулів з більшою частиною римських сил зміг повернутися в Італію. Інший консул на зиму залишився в Іллірії.

### Мирний договір (228р. до н.е.)
Навесні 228 р Тевт відмовилася від усіх областей, міст і островів Адріатичного узбережжя, зайнятих римлянами, взяла на себе зобов'язання сплатити контрибуцію і обіцяла, що іллірійські суди не будуть спускатися на південь від м. Лісса. Виняток допускався тільки для двох неозброєних кораблів одночасно.
Завойовані області римляни не захотіли перетворити в свої безпосередні володіння, подібно Сицилії та Сардинії: для цього вони були ще занадто мало зацікавлені в Балканському півострові. Їх основна мета, заради якої вони оголосили війну, — забезпечити безпечне плавання по Адріатичному морю — була досягнута (або здавалася досягнутої), тому частину зайнятої території вони передали Деметрію, який став керувати нею в якості самостійного государя. Населення в іншій частині, в тому числі грецьких міст Коркіри, Аполлонії, Дурреса і ін., фактично було поставлено в положення римських союзників: воно користувалося внутрішньої самостійністю і не платило податків; римляни зберегли за собою право вимагати з нього поставки допоміжних військ. Формально ж ці нові союзники перебували в повній залежності від Риму.
Після укладення миру римський консул відправив у ахейский і етолпйскій союзи послів, які офіційно інформували їх про останні події. Греки висловили живе задоволення з приводу того, що відбулося. Також сенат направив аналогічне посольство в Коринф і Афіни. Коринфяни навіть винесли постанову про допущення римського народу до истмийских ігор. Цією постановою римляни були офіційно визнані еллінами, хоча греки все одно продовжували вважати їх варварами, але Рим став занадто великої силою, і грекам доводилося з цим рахуватися.

## Друга Іллірійська війна

### Встановлення влади Македонії

The Mediterranean in 218 BC

У 222 р до н.е. іллірійський корпус з 1600 чоловік бився з відзнакою під командуванням Деметрія в Селлазії, де македонці здобули остаточну перемогу над спартанцями. Після Селласіі Деметрій почав намагатися розширити свій контроль над Іллірією за рахунок Риму. 
До цього, коли Рим був стурбований війною проти кельтських народів долини По в Північній Італії з 225 по 222 р до н.е., Деметрій відділив іллірійських Атінтані від їх римського союзу. Крім того, він відплив на південь від Ліссуса і брав участь у піратстві , в порушеннях поселення в 228 році до нашої ери. У 221 р до н.е. Деметрій також створив альянс з іллірійським  Хістріями  на чолі Адріатики. Римський флот незабаром атакував Хістрія.  На початку літа 221 р до н.е., коли напруженість в Греції росла , іллірійці напали в їх традиційній манері.
Якщо римський сенат вважав, що в 228 р. до н. е. він раз і назавжди вирішив Іллірійську проблему, то він жорстоко помилявся. Македонія за правління Антигона Досона знову зміцніла: майже весь Пелопоннес виявився під його владою. Це зараз же відбилося на політиці Деметрія Фароського, який після смерті Тевт став правителем частини Іллірії. В кінці 20-х років, сподіваючись, що римляни, зайняті іспанськими і галльскими справами, не стануть втручатися, він на балканському узбережжі на північ від Отрантської протоки відкрито виступив в Греції союзником Антигона, але римський сенат не реагував на це, тим самим , даючи можливість Деметрію йти далі.  Після смерті Антигона Досона, на македонський престол вступив 17-річний Філіп V, зараз же втягнутий в тривалі війни з греками, проте Деметрій в 220 р. до н. е.  з'явився зі своїм піратським флотом в грецьких водах..

### Облога Дімаллума і Ісси (219/8 до н.е.)
Римляни, які до сих пір ігнорували діяльність свого колишнього союзника, вирішили, що гавані на узбережжі Ардіанского царства тепер повинні бути захищені, зважаючи на загрозу нової війни з Карфагеном.
На відміну від Тевт, Деметрій був добре підготовлений до вторгнення римлян. Спочатку він розмістив гарнізон в Дімаллумі. Він знищив своїх супротивників в інших місцях, тих іллірійців , які виступили проти його правління, і розмістив 6000 своїх найкращих сил на своєму рідному острові Фарос. Як і раніше, обидва консула року супроводжували римську експедицію, але головну роль зіграв Емілій Паулло.
У 219 р до н.е., вирішивши, що Дімаллум має вирішальне значення для влади Деметрія  в регіоні, консул приготувався осадити місто, але зміг взяти його прямим нападом протягом семи днів  і відправився на Фарос. В результаті всі іллірійські міста і райони опинилися під захистом римлян, кожен з яких отримав відповідні умови. Потім римляни рушили проти Деметрія на острові Фарос, який чекав нападу з хорошими військами, достатнім постачанням і військовими матеріалами за сильними укріпленнями. Щоб уникнути довгої облоги, Емілій вирішив ризикнути ще одним лобовим ударом. Римська армія перемістилася з материка в лісисту місцевість острова. Тим часом, на наступний день невелика група кораблів була відправлена, щоб виманити Деметрія з його укріплень. Деметрій пройшов до гавані, щоб протистояти римському десанту. Стратегія спрацювала, і коли головна римська армія з'явилася з іншого напрямку на острові, іллірійська армія була змушена дати бій, оскільки вони були відрізані від свого міста. Атакований з двох сторін і відрізаний від захисту міських стін, Деметрій програв цей бій, але йому вдалося втекти до Філіпа.
В кінці літа 219 р. до н. е. консули повернулися в Рим, а через кілька місяців в Іспанії під ударами Ганнібала уклав союзний з Римом Сагунт. Міжнародна обстановка ускладнилася до надзвичайності.

### Наслідки
Римляни зруйнували зміцнення Фароса, і до кінця літа Емілій повернувся в Рим, отримуючи вітання за добре виконану роботу. Будь-яка загроза римських володінь в Іллірії була усунена. Деметрій, повернувшись до Ардіанської держави,  зазнав нападу з боку інших римських сил, хоча режим Пінна, тепер затверджений як король, залишився недоторканим. Рим підтримував невелику Ардіанську державу. Римська республіка закликала до видачі  Деметрія, але Філіп відмовився. Піннесу було наказано виплатити заборгованість, відшкодувати витрати після війни. Слабка держава Ардіан незабаром стало жертвою Македонії.

## Третя Іллірійська війна

### Відносини з Римом
До 181 р до н.е. вірному Плеврату III успадковував його син Гентіус. Під час правління Гентіуса відносини з Римом почали погіршуватися. З часу Першої іллірійської війни проти Тевт узбережжя і внутрішні райони на південь від Дрина залишалися під контролем римлян. Гентіус вирушив у похід , щоб збільшити Іллірійську владу над родинними народами, що живуть на півночі і заході. Серед островів грецьке місто Ісса зберіг деяку форму незалежності під захистом римлян, але Фарос залишався іллірійським володінням.
У 180 р до н.е. римський претор, відповідальний за захист узбережжя, прибув в Бріндізі з деякими з кораблів Гентіуса, які, як повідомлялося, були спіймані в результаті піратства. Посольство в Іллірії не змогло знайти короля; але претор виявив, що римляни утримувалися для викупу. Десять років по тому, коли Рим охопив військовий жар проти Персея в Македонії Ісса звинуватив Гентіуса в змові з королем, і тому іллірійським посланцям було відмовлено в слуханнях в Сенаті.

### Союз із Македонією

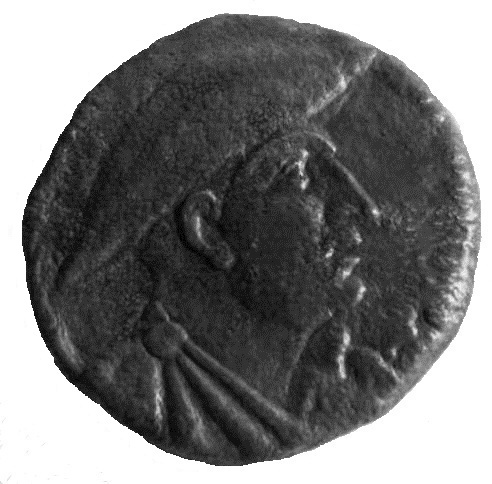
Гентіус - король Іллірії

У 169 р до н.е. Гентіус влаштував вбивство свого брата Платора.
Персей Македонський, захопивши кілька римських форпостів в окупованій римлянами Іллірії, контролював маршрут, що веде на захід до Арійської держави. У цей момент Персей відправив своє перше посольство до Гентіуса. Воно знайшло Гентіуса в Ліссі і повідомили йому про успіхи Персея проти римлян. Гентіус відповів, що йому не вистачає волі до боротьби з римлянами, а є тільки гроші Персей продовжував свої зусилля по залученню Гента до війни - бажано, як було сказано, безкоштовно для його скарбниці. Вторгнення римлян в Македонію в 168 р до н.е. змусило царя пообіцяти субсидію Гентіусу, чиї кораблі можуть бути використані для нападу на римлян.
Згадувалося про суму 300 талантів, і Персей послав свого компаньйона, щоб домовитися. У місті Метеон заручники були узгоджені, і Гентіус прийняв клятву царя. Він послав делегацію до  Персея, щоб забрати гроші, і договір був укладений з деякою церемонією.

### Антиримська політика
Гентіус Іллірійський супроводжував нову антиримську орієнтацію в іллірійській зовнішній політиці за допомогою ряду заходів по зміцненню Ардійської держави. По-перше, він сконцентрував фінанси, встановивши єдиний податок на всіх суб'єктів і встановивши королівський контроль над грошовими майстернями.
Гентіус і Персей послали об'єднане посольство, щоб запросити Родос приєднатися до війни проти Риму. Армія з 15 000 чоловік укомплектувала військову машину Ардійської держави. Гентіус був тепер готовий піти на війну з Римом.

### Руйнування царства Ардіан (168 р. до н.е.)
Зібравши військо, Гентіус  просунувся на римську територію в січні / лютому 168 р до н.е. і осадив іллірійське місто Бассанія. Тим часом римляни за Аппіуса Клавдія чули про альянс, який Гентіус зробив з Персеєм Македонським. Тому він вивів свою армію зі своїх зимових кварталів в Німфеум, додавши до нього війська з Білліс, Епідамнуса та Апполонії, на півночі він розташувався біля річки Генез. Там він зустрівся з новим римським полководцем Луцієм Аніусом Галлом, претором. Об’єднавшись, вони перевершували сили Гентіуса  в два рази.
Після поразки Гентіус послав двох видатних вождів племені Тевтотика і Беллусу, як посланців для переговорів з римським полководцем. У третій день перемир'я, Гентіус здався римлянам, які нагородили його обідом з відзнакою, а потім заарештували.
Падіння Ардіанскої держави подається Лівієм в урочистій манері тріумфу Аніція в Римі:

"Через кілька днів, як на суші, так і на морі, він переміг хоробре іллірійське плем'я, яке покладалося на своє знання своєї території і укріплень."
Ця частина кампанії тривала всього 30 днів. Звичайно, були подальші операції в північній частині Ардійскої держави, оскільки Аніцій розмістив гарнізони в деяких містах, цитаделях і фортецях.

### Наслідки
За рішенням Сенату, Гентіус та його сім'я були відправлені до Сполетуму, щоб вони перебували під спостереженням. Інші полонені були ув'язнені в Римі. Але мешканці Сполето відмовилися тримати королівську сім'ю під вахтою, тому їх перевели до Ігувію.
Римське покарання Іллірії позбавило тільки тих королівств, які відкрито підтримували Рим у війні. Для тих, хто був ворогами, їхні міста, будівлі та державні установи були спалені і ретельно розграбовані. Ті, хто щадили, зберегли свій попередній спосіб управління, коли чиновники обиралися щороку, і сплачували Риму лише половину податків, які вони раніше сплачували Гентіусу. Королівства, що базувалися на федерації, були розпущені й кожна одиниця була визнана окремим королівством, що володіє місцевою автономією і часто має право випускати власні монети.

## Див.також
- Іллірія